# Pusteblume
Pusteblume (Duits voor paardenbloemen) is een Duitse softseksfilm uit 1974 van regisseur Adrian Hoven met Rutger Hauer.
Alternatieve titels: 'De Blonde Love-Machine', 'Der Wilde Blonde mit der heißen Maschine', 'Rik', 'Dandelions' en 'Hard to Remember'.

## Verhaal
Wanneer Rik na maanden op zee weer thuiskomt blijkt zijn vrouw hem te hebben verlaten. Hij zoekt troost in drank en vrouwen.

## Rolbezetting
| Acteur             | Personage |
| ------------------ | --------- |
| Rutger Hauer       | Rik       |
| Tilo von Berlepsch | Rosa      |
| Manú               | Sara      |
| Herbert Übelmeßer  | Bob       |
| Dagmar Lassander   | Doren     |
| Shirley Corrigan   | Elke      |